# John Moore (director)
John Moore (Dundalk; 1970) es un director de cine, productor y guionista irlandés.

## Primeros años y carrera
Moore nació en Dundalk, Irlanda, y asistió al Instituto de Tecnología de Dublín, donde obtuvo una licenciatura en artes mediáticas. Al término de su carrera, Moore realmente creía que no trabajaría en el cine, pero después de unos años, eso rápidamente cambió. Luego de graduarse, escribió y dirigió una serie de cortometrajes en Irlanda. Varios de esos cortos han aparecido en cadenas de televisión irlandesas a través de los años, y en el camino Moore fundó una compañía de producción con sede en Irlanda llamada Clingfilms. A continuación, pasó a dirigir varios comerciales, incluyendo el anuncio del lanzamiento de la consola Dreamcast, el cual la 20th Century Fox encontró muy impresionante. Ellos le dieron un presupuesto de 17 millones de dólares para realizar la cinta Behind Enemy Lines.
Hasta la fecha, Moore ha hecho cinco películas para la 20th Century Fox: Behind Enemy Lines (2001), El vuelo del Fénix (2004) La profecía (2006), Max Payne (2008) y A Good Day to Die Hard (2013). A pesar de recibir reseñas mixtas, tanto a Behind Enemy Lines como a La profecía les fue bien en taquilla. Sin embargo, El vuelo del Fénix recibió en su mayoría reseñas negativas y recaudó poco menos de 35 millones de dólares mundialmente, mucho menos que el presupuesto de la película. Max Payne también recibió en su mayoría críticas negativas, pero se convirtió en un éxito en taquilla, recaudando 85 millones de dólares sobre un presupuesto de 35 millones. A Good Day to Die Hard recibió principalmente reseñas negativas, pero recaudó 304 millones de dólares sobre un presupuesto de 92 millones, haciéndola su película con más alta recaudación.
En septiembre de 2008, Moore estuvo involucrado en una disputa con la MPAA sobre la certificación de su película Max Payne. La MPAA inicialmente le dio a la película una clasificación R, contra lo que Moore argumento con fuerza. La clasificación fue cambiada a PG-13 un mes después, justo antes de la distribución en cines.
A finales de 2010, Moore fue anunciado para ser el director de la más reciente película de la serie de películas Die Hard, A Good Day to Die Hard. La película se estrenó mundialmente el 14 de febrero de 2013.

## Vida personal
Moore está casado con Fiona Connon, una maquilladora a quien conoció a través de un amigo de la industria a principios de su carrera en Irlanda. Juntos tienen un hijo, Buzz.
El hermano de Moore, Éamonn, es un importante médico en la salud pública y novelista en el Reino Unido. Ha escrito un libro titulado The Maiwand Lion.
Durante la producción de Behind Enemy Lines, Moore casi fue atropellado por un tanque que se abría paso a través de una pared. Un doble consiguió empujarlo fuera del camino de forma segura justo a tiempo.

## Evaluación crítica
A pesar de que sus películas han recibido reseñas mayormente negativas de los críticos, en general, las cintas de Moore han demostrado ser más populares con la audiencia que con los críticos. Por contraste, el crítico Armond White ha descrito a Moore como «un estilista "peckinpahnesco" y neo-Eisenstein cuyo material clase B le ha impedido recibir el reconocimiento que se merece». En su reseña de Max Payne, White dijo que Moore «explora la ansiedad contemporánea y genuina» y que «sus imágenes son más ricas que sus tramas».

## Filmografía
- Jack's Bicycle (1990) (cortometraje)
- He Shoots, He Scores (1995) (cortometraje)
- Behind Enemy Lines (2001)
- El vuelo del Fénix (2004)
- La profecía (2006)
- Max Payne (2008)
- A Good Day to Die Hard (2013)